# Filarmónico
Filarmónico es el nombre de un álbum de estudio del grupo colombiano de heavy metal Kraken. Se grabó junto a la Orquesta Filarmónica de Bogotá. Fue lanzado al mercado el 6 de diciembre de 2006 a través de Athenea Producciones luego de haber sido masterizado por el ingeniero Simón Gibson en los estudios "Abbey Road" (Londres, Inglaterra). 
Para este álbum se interpretan algunas de las canciones más conocidas por los seguidores del grupo correspondientes a sus mejores éxitos en versión "Orquestal" así como temas nuevos que no poseían algún lanzamiento álbumes previos o singles. Los arreglos fueron hechos por varias personas, entre ellos Luis Alberto Ramírez, quién es el actual bajista de la banda. La producción ejecutiva y gestión del proyecto estuvo en cabeza del Titán, Elkin Ramírez y su amigo y mánager de esa época, Camilo Gutiérrez, quien adicionalmente hizo parte del diseño gráfico del disco. La dirección de la Orquesta Filarmónica de Bogotá estuvo a cargo del maestro Ricardo Jaramillo, aporte de gran director de Orquesta, roquero de vieja data.

## Grabación y conciertos
Los ensayos con la orquesta fueron llevados a cabo los días 10 y 13 de octubre de 2005 en las instalaciones del Auditorio León de Greiff ubicado en la Ciudad Universitaria de Bogotá y esa misma semana, el día viernes 14, se realizó el concierto bajo esta modalidad.
Al día siguiente y en este mismo formato, la agrupación fue invitada abrir el XII Festival Rock al Parque de ese mismo año.
Para el 2006 se finiquitan los detalles y se lleva a cabo la grabación del álbum Filarmónico, lanzado en diciembre de ese mismo año después de haber sido masterizado por el ingeniero Simón Gibson en los estudios "Abbey Road" (Londres, Inglaterra). Un tercer concierto filarmónico es llevado a cabo en las instalaciones del Palacio de los Deportes de Bogotá, también con la participación de la Orquesta Filarmónica de Bogotá frente a más de 5.000 asistentes. La realización de este proyecto estuvo liderado por su vocalista Elkin Ramírez, en compañía de su departamento admistrativo, su equipo técnico y artístico.
En 2014, como motivo de su aniversario número 30 se llevan a cabo varias celebraciones, donde una de ellas es la presentación de tres fechas en Bogotá en los días 25, 26 y 27 de julio de Kraken filarmónico con la participación de la Orquesta Nueva Filarmonía y el Coro Filarmónico de Bogotá. El anuncio tuvo tanto éxito que la boletería se agotó en menos de un mes para las dos primeras fechas, y en menos de una semana para la tercera.

### Documental
Los aspectos técnicos y logísticos que se llevaron a cabo para la realización de los conciertos filarmónicos así como algunos vídeos del mismo quedaron plasmados en un documental no incluido en el disco Aquí se puede apreciar un vídeo de la banda hablando sobre el montaje del concierto seguido del concierto como tal.

## Lista de canciones
| N.º | Título                                                                               | Duración |  |
| 1.  | «América» (de Piel de cobre, 1993)                                                   | 04:47    |  |
| 2.  | «Extraña predicción» (Inédita más adelante incluida en Humana deshumanización, 2009) | 04:27    |  |
| 3.  | «Después del final» (de Kraken II, 1989)                                             | 03:56    |  |
| 4.  | «Lenguaje de mi piel» (de Piel de cobre, 1993)                                       | 05:41    |  |
| 5.  | «Sin miedo al dolor» (de Una leyenda del rock, 1999)                                 | 03:50    |  |
| 6.  | «Méxica» (de Piel de cobre, 1993)                                                    | 05:10    |  |
| 7.  | «Vestido de cristal» (de Kraken II, 1989)                                            | 05:53    |  |
| 8.  | «Revolución» (de Kraken en vivo: Huella y camino, 2002)                              | 04:07    |  |
| 9.  | «Frágil al viento» (de Una leyenda del rock, 1999)                                   | 04:56    |  |
| 10. | «No me hables de amor» (de Kraken I, 1987)                                           | 06:03    |  |
| 11. | «Hijos del sur» (de Kraken III, 1990)                                                | 04:47    |  |
| 12. | «No te detengas» (de Una leyenda del rock, 1999)                                     | 04:27    |  |
| 13. | «Amnesia» (Inédita más adelante incluida en Humana deshumanización, 2009)            | 03:56    |  |

## Músicos
- Elkin Ramírez: letras, líricas y voz.
- Andrés Leiva: guitarra.
- Luis Ramírez: bajo.
- Rubén Gélvez: teclados.
- Carlos Cortés: batería.